# Isabelle Berro-Amadeï
Isabelle Berro-Amadeï, precedentemente Berro-Lefèvre (Monaco, 24 ottobre 1965), è una magistrata e diplomatica monegasca.
Dal 10 gennaio al 21 luglio 2025 è stata ministro di Stato del Principato di Monaco ad interim.

## Biografia

### Studi e carriera giudiziaria
Dal 1984 al 1987 studiò presso l'Università di Nizza, laureandosi con un diplôme d'études universitaires générales (DEUG) in diritto. Nello stesso anno ottenne un master in diritto privato.
Fino al 1989 fu Auditeur de Justice all'École nationale de la magistrature di Parigi. Dal 1989 al 1990 lavorò come assistente legale al Dipartimento di Giustizia del Principato di Monaco.
Come giudice lavorò dal 1990 al tribunale di primo grado di Monaco, di cui fu giudice capo dal 2000 al 2006; da quest'ultimo anno fino al 2015 rappresentò il Principato alla Corte europea dei diritti dell'uomo.

### Carriera diplomatica
Dal 2015 al 2019 è stata ambasciatrice in Germania, Austria, Polonia, oltre ad aver ricoperto l'incarico di rappresentante permanente presso le organizzazioni internazionali con sede a Vienna.
Dal 2019 al 2022 è stata ambasciatrice in Belgio, Lussemburgo e Paesi Bassi, e capo della missione monegasca presso l'Unione europea.

### Carriera politica
Il 17 gennaio del 2022 è entrata in carica come consigliere per gli affari esteri nel governo di Pierre Dartout.
Nominata ministro di Stato ad interim il 10 gennaio 2025 in sostituzione di Didier Guillaume, deceduto la settimana successiva, è stata la prima donna a ricoprire tale ruolo, fino all'entrata in carica di Christophe Mirmand.

## Vita privata
È sposata con Bernard Amadeï e ha un figlio.